# Suharu (okręg Dolj)
Suharu – wieś w Rumunii, w okręgu Dolj, w gminie Vela. W 2011 roku liczyła 219 mieszkańców.